# كريستينا ليندبرغ
كريستينا يندبرج (بالإنجليزية: Christina Lindberg) (و. 1950 – م) هي ممثلة، وصحفية، وعارض إغراء، وعارضة، من السويد، ولدت في غوتنبرغ.

## وصلات خارجية
- كريستينا ليندبرغ على موقع IMDb (الإنجليزية)
- كريستينا ليندبرغ على موقع ألو سيني (الفرنسية)
- كريستينا ليندبرغ على موقع ميوزك برينز (الإنجليزية)
- كريستينا ليندبرغ على موقع أول موفي (الإنجليزية)
- كريستينا ليندبرغ على موقع قاعدة بيانات الأفلام السويدية (السويدية)
- كريستينا ليندبرغ على موقع ديسكوغز (الإنجليزية)
- كريستينا ليندبرغ على موقع قاعدة بيانات الفيلم (الإنجليزية)
- كريستينا ليندبرغ على موقع كينوبويسك (الروسية)